# 克拉斯諾西爾利亞 (沃洛季米列齊區)
51°28′39″N 26°4′45″E / 51.47750°N 26.07917°E
克拉斯諾西爾利亞（烏克蘭語：Красносілля），是烏克蘭西北部的村莊，隸屬里夫內州的瓦拉什區。該村始建於1964年，面積29.5平方公里，海拔高度157米，2001年人口524，人口密度每平方公里19人。